# Macif
Pour les articles homonymes, voir Macif (homonymie).
La Macif ou MACIF, acronyme de Mutuelle d'assurance des commerçants et industriels de France et des cadres et des salariés de l'industrie et du commerce, est une société de groupe d'assurance mutuelle (SGAM) française dont le siège est situé à Niort, dans les Deux-Sèvres.

## Historique
(octobre 2019).
La Macif, Mutuelle d'assurance des commerçants et industriels de France et des cadres et des salariés de l'industrie et du commerce, est créée le 30 avril 1960 en tant que Société d'assurances à forme mutuelle. Son premier président est Jacques Mathé jusqu'en 1973. Jacques Vandier, surnommé le  « pape du mutualisme », occupe le poste de directeur général.
En 1968, la Socram Banque, permettant la distribution de crédit automobiles, est créée par plusieurs mutuelles d'assurance dommages.
Dans les années 70, la MACIF fait partie des premiers assureurs à proposer des contrats pour les embarcations de plaisance,.
En 1979, la MACIF crée Mutavie, un service proposant des produits d’épargne/retraite, en partenariat avec plusieurs mutuelles.
En 1981, l'Inter Mutuelles Assistance (IMA) est créée.
Le 1er juillet 1987, la Macif s'organise en 11 régions.
- 20 juin 1988 : à Poitiers, 1er projet d'entreprise.[Quoi ?]
- 1993 : création de la Fondation d'entreprise Macif à l'initiative des délégués-sociétaires, devenue en 2000 Fondation d'entreprise du groupe Macif.
- 1997 : mise en place de Macif Gestion, qui gère les activités d’investissements et notamment des fonds socialement responsables du groupe.
- Fin 2005 : mise en place d'un partenariat entre la Macif et la Maif avec le groupe Caisse d'épargne dans le domaine de la bancassurance.
- 2010 : lancement de l'activité bancaire de la Macif via Socram Banque et avec le concours du groupe BPCE.
- juin 2011 : adoption à Clermont-Ferrand de la nouvelle charte de gouvernance du groupe Macif.
- 2014 : création d'Inter Mutuelles Entreprises, la structure commune de la Macif et de la Matmut spécialisée dans l'assurance IARD des risques entreprises, sous l'impulsion du président de la Macif, Gérard Andreck.
- 2016 : annonce de l'arrêt des discussions entre la Macif et la Matmut pour former un groupe unique[13].
- 1er janvier 2017 : mise en place de cinq pôles interrégionaux actant la fin de la régionalisation.
- 18 mai 2017 : lancement de la plateforme Diffuz, réseau social initié par la Macif.
- décembre 2017 : annonce du rapprochement avec le Groupe Aesio (rassemblant les mutuelles Adrea, Apreva et Eovi Mcd mutuelle) en cible 2020[14].
- janvier 2018 : mise en œuvre de la nouvelle gouvernance avec la SGAM Macif, tête du groupe prudentiel[15].
- janvier 2021 : création du groupe Aéma à la suite du rapprochement entre la Macif et Aésio. Il est l'un des plus gros groupes d'assurance en France[16]. Ce rapprochement autour d'une société de groupe d'assurance mutuelle regroupe 800 agences et plus de 14 000 salariés[17].
- Octobre 2021 : rachat de la branche française du groupe britannique Aviva[18],[19]. Le réseau d'agents généraux Aviva France fait désormais partie intégrante de Aéma sous le nouveau nom de la compagnie mutualiste Abeille assurances, groupe d'assurance historique née en 1856 qui avait disparu en 2000 à la suite de la fusion avec Aviva.

## Gouvernance
Les sociétaires sont représentés par des délégués qu'ils élisent au suffrage universel avec le principe 1 personne égale 1 voix. Les dernières élections des délégués de la Macif et de sa filiale Macif-Mutualité se sont déroulées du 13 novembre au 10 décembre 2017 pour élire 1 390 délégués.
Trois types de délégués existent au sein du groupe Macif :
- délégués de proximité de la Macif : leur mandat a pour objectif de renforcer la relation qui existe entre le Groupe et les sociétaires et adhérents. Ils animent les actions mutualistes sur le terrain, relaient l’expression des sociétaires et adhérents et font la promotion des engagements du groupe Macif dans leur entourage.
- délégués nationaux de la Macif : ils siègent à l’assemblée générale et animent l’action des délégués de proximité en participant à leurs côtés aux programmes d’actions mutualistes sur les territoires, réunions d’information, ateliers de sensibilisation.
- délégués des mutuelles du pôle Santé-Prévoyance : les délégués siègent à l’assemblée générale et représentent leur mutuelle en région auprès des adhérents.

Le conseil d'administration de la Sgam Macif est composé de 19 membres dont deux administrateurs salariés. Le taux de féminisation au sein du conseil d'administration de la Macif au 31 décembre 2018 est de 42 %.

### Présidences
- Gérard Andreck : depuis 2005,
- Philippe Perrault : depuis 2021[21].

### Directions générales
- Jean-Philippe Dogneton : depuis 2021[22].

## Données financières
| Dates :            | 2017  | 2018  | 2019  | 2020 | 2021  | 2023  |
| ------------------ | ----- | ----- | ----- | ---- | ----- | ----- |
| Chiffre d'affaires | 12394 | 6 208 | 6 489 | 4378 | 6 000 | 5 698 |
| Bénéfice net       | 252   | 195   | 144   | 97   | 148,5 |       |

## Organisation du groupe
Assureur de biens (auto, habitation, professionnels, etc.) depuis sa création, en 1960, la mutuelle a peu à peu diversifié ses activités pour répondre aux nouveaux besoins de ses sociétaires. Elle est aujourd'hui présente dans les domaines de la santé, de la prévoyance, de l'épargne, de l'assurance-vie et de la banque. Ses activités sont organisées en trois grands pôles :
- IARD (incendie, accidents, risques divers) ;
- santé et prévoyance ;
- finance et épargne.

### Filiales

#### Assurance, assistance et protection
- Macif Assistance (prestation effectuée par Inter mutuelles assistance) intervient 24 heures sur 24, en France et à l'étranger, dans les domaines de l'automobile et de l'habitation.
- Macifilia développe des produits de risques de diversification – réseaux et produits – dans le domaine de l’IARD (flottes et transport, marchandises transportées, panne mécanique, risques d’entreprises, loyers impayés, protection juridique, annulation de séjours…).
- Thémis, gère le risque protection juridique des professionnels. Il s'agit d'une filiale de Macifilia.
- Abeille assurances depuis 2021 (ex Aviva) réseau d'agents généraux spécialisés en IARD et VIE des professionnels, agriculteurs et particuliers et partenariat avec l'Afer.
- Apivia (mutuelle)[26].

#### Bancaire
- Macif-Mutualité est une mutuelle soumise aux dispositions du Livre II du Code de la mutualité. Elle intervient en santé et prévoyance, à la fois sur le marché des particuliers et sur celui des entreprises.
- Mutavie[27] est une société européenne d'assurance, développe des produits d'épargne et d'assurance-vie[28].
- OFI Asset Management : Société de gestion d'actifs financiers et d'expertise en analyse financière et investissements socialement responsable, détenue à près de 61 % par le groupe Macif[29].
- Macif Zycie TUW est la filiale polonaise d'assurance-vie du Groupe Macif.
- Socram Banque, organisme de crédit et banque de détail, gère les financements pour l'achat ou la réparation de véhicules, ainsi que pour l'amélioration de l'habitat (filiale commune à 10 mutuelles du GEMA).
- Macif est entré, en compagnie d'Aésio, au capital de Carte Blanche Partenaires[30],[31], plateforme de services santé.

#### Autres
- Gironde et Gascogne Maison de négoce de vins de Bordeaux. Commercialise en exclusivité le Château Belcier et le Ramage le Batisse, ainsi que d'autres châteaux et grands crus bourgeois sélectionnés.

## Les activités mer de la Macif
La Macif a une activité mer depuis la création du contrat d'assurance de bateaux de plaisance en 1972 et l'association Macif Centre de voile créé en 1987. Par ailleurs, le groupe Macif devient l’un des partenaires de la Société nationale de sauvetage en mer (SNSM) en 1987.
Depuis 2008, le groupe Macif accompagne de jeunes talents de la course au large dans un objectif de visibilité de sa marque et de promotion de ses engagements maritimes.

### Programme Macif en Figaro Bénéteau
Depuis 2008, la Macif accompagne chaque année deux skippers sur le circuit Figaro Bénéteau 2, afin qu’ils puissent révéler leur potentiel pendant deux à trois saisons sportives. En 2017, les skippers Macif sont : Charlie Dalin (skipper Macif 2015) et Martin Le Pape (skipper Macif 2017)[réf. souhaitée]

### Programme avec le trimaran Macif
Après cinq années de victoires aux côtés de François Gabart sur le circuit IMOCA dont le Vendée Globe 2012-2013, la Route du Rhum 2014, le groupe Macif se lance dans l’aventure du multicoque Ultime. C’est à bord du trimaran Macif, multicoque de 100 pieds (30 mètres) de long, mis à l’eau en août 2015 à Lorient et baptisé le 18 octobre 2015 au Havre, que François Gabart remporte : la Transat Jacques-Vabre 2015 avec Pascal Bidégorry, la Transat anglaise 2016 et The Bridge 2017.
Le 17 décembre 2017, François Gabart bat le record du tour du monde à la voile en solitaire, en 42 jours 16 h 40 min 35 s, améliorant de plus de six jours le précédent record qu'avait établi Thomas Coville en 2016. Jusqu’en 2020, François Gabart sur le trimaran Macif tentera de relever plusieurs défis à travers un programme de courses et de records dont fin 2019 la course autour du monde Brest Ultim. Fin février 2018, le Groupe Macif annonce le renouvellement de son engagement aux côtés de François Gabart sur la période 2020-2024, avec notamment la construction d’un bateau de toute nouvelle génération. Cependant la collaboration avec le marin a été arrêtée le 10 juin 2020.

## Divers

### Macif Innovation
En 2017, le groupe Macif s’est doté d'un véhicule d'investissement : "Macif Innovation". Cette structure est dédiée à la construction et au pilotage d'un écosystème d'innovation, via la prise de participation dans des entreprises innovantes. Macif Innovation a investi dans plusieurs start-up qui se situent dans les domaines des nouvelles mobilités (CARIZY, Drust et GoMore), du logement (Studeal), de la santé (monitorlinq) et du big data (Tellmeplus).

### Syndicats professionnels
La Macif est adhérente à la Fédération française de l'assurance. La Macif est membre fondateur d'Euresa depuis 1990, groupement européen d'intérêt économique (GEIE) qui est un outil de coopération et de mutualisation entre treize sociétés d’assurance européennes appartenant à l’économie sociale. La Macif est également membre de l'Association des assureurs mutuels et coopératifs en Europe (AMICE).

### Investissements
- Luxalpha : la Macif fait partie d'une série d'entreprises et d'institutions ayant investi en décembre 2008 dans cette SICAV luxembourgeoise. Ce placement dans les fonds Madoff[40] coûtera finalement 27,81 millions d'euros au groupe[41];
- Vignobles : la mutuelle est propriétaire du Château Ramage la Batisse dans le Médoc[42]; et possède également le Château Belcier dans les Côtes de Castillon, près de Saint-Émilion ;
- DomusVi : en France et au Canada, DomusVi est un opérateur présent dans tous les champs de compétence de l’offre de services aux personnes âgées en établissement et à domicile (maisons de retraites médicalisées, établissements psychogériatriques, résidences locatives, cliniques de cours et moyens séjours, aide et soins à domicile). La Macif et les caisses d’épargne sont rentrées dans le capital de DomusVi en 2007[43].

## Critiques

### Respect du télétravail pendant la pandémie
La Macif est assignée en justice par l'inspection du travail pour ne pas avoir respecté les consignes de télétravail pendant la pandémie de Covid-19. Le 13 avril 2021, le Tribunal judiciaire de Chalon-sur-Saône donne raison à la Macif et reconnait ses bonnes pratiques dans l'organisation du travail durant la crise sanitaire. En particulier, le tribunal indique « que la mission des points d’accueil physiques (PAP), qui est considérée comme essentielle, ne permet pas de placer les conseillers en télétravail ».